# دژ سفید
دژ سفید از قلعه‌های مشهور شهرستان ممسنی در استان فارس، با فاصلهٔ اندکی از شهر نورآباد در شمال شرق آن واقع شده‌است. قلعه‌سفید به نام سپیدز، مخفف سپیددژ معروف است و آن را به نام سفیدقلعه نيز می‌خوانند. بنابر دانسته‌های امروز، اصل اين بنا لااقل مربوط به عهد ساسانيان است.
قلعه‌سفید در سال ۶۵۴ ه‍.ق به دست هلاکوخان و در سال ۷۵۹ ه‍.ق به دست امیر تیمور گورکانى تخریب گردید.
بر فراز باقی‌مانده‌های این دژ، آثار بارگاهی به نام حاجی رستم و قلعه‌‏های سنگ و ساروجی، قبرستان، سنگ‌نوشته، حصارها و آثار باغ‌هایی قدیمی دیده می‌شود.
دور تا دور این قلعه برج‌ها و دروازه‌هایی قرار دارد که پیش‌تر برای دفاع از قلعه مورد استفاده قرار می‌گرفتند. دژ سفید بر بالای کوهی واقع شده که دور دامنهٔ آن حدود چهار فرسخ و ارتفاع آن حدود نیم فرسخ است و از کوهستان اطرافش جداست. سطح بالای کوه، هموار و قابل کشت است و در گذشته جنگل‌های بسیاری شامل درختان بلوط،انجیر، بادام کوهی،زیتون، انار و انگور در آن قرار داشته‌است. دسترسی به بالای این کوه تنها از طریق راه‌های سنگی یا کوره‌راه‌هایی که در تخته‌سنگ‌ها کنده شده‌اند، امکان‌پذیر است.
چهار مسیر شناخته شده در شمال و جنوب و شرق و غرب کوه برای دسترسی به دژ سفید وجود دارد. مسیر جنوبی و شرقی پیاده رو هستند. راه جنوبی سیاه شیر نام دارد و اکنون مسدود است. راه شرقی زرین کلاه نام دارد و سر راه شیراز قرار دارد. راه غربی یا شترخواب سواره‌روست و در کنار نورآباد قرار گرفته‌است. راه شمالی که آن را گلستان می‌نامند از فهلیان می‌گذرد و آنهم مسیری سواره‌رو است.
لسترنج مستشرق انگلیسی مینویسد: در دو فرسخی شمال شرقی دهستان نوبندگان قلعه کوهستانی معروف به قلعه سفید یا اسفید دژ یا قلعه اسفندیار در نقطه مسطحی از کوهستان که محیط آن چند میل و اطراف آن سخت سراشیب است، واقع گردیده و شاید همین جا باشد که مقدسی از آن به نام قصر ابوطالب یاد کرده، گوید آن را «عیان» می‌نامند. حمدالله مستوفی آن را قلعه اسفید دز نامیده‌است.
در فارسنامه ابن بلخی هم آمده که آن قلعه در قدیم آباد بوده ولی بعدها سالیان دراز خراب مانده و در اوایل عهد سلجوقیان، باز آباد گردید.
| دژی بود کش خواندندی سپید |  | بر آن دژ بد ایرانیان را امید |

نویسنده تاریخ وصاف نیز گفتهٔ فردوسی را تأیید کرده و گفته‌است که مقصود فردوسی از این بیت شعر، قلعه سفید ممسنی بوده‌است. به گفته نویسنده کتاب قوم لر، ماجرای حمله سهراب به قلعه سفید نیز به تفصیل در شاهنامه فردوسی آمده‌است.

## دوران مغول
به روزگار سیتره مغولان به ایران و فرمان هلاکو مبنی بر تخریب قلعه‌ها، دژسفید از این تخریب‌ها در امان ماند. دژ سفید به روزگار سعد بن زنگی (اتابک فارس) آباد بوده و از جانب اتابک همواره متحفظان امین آنجا گماشته می‌شد. در جنگهای جانشینی که بین فرزندان شرف‌الدین محمودشاه (مؤسس آل اینجو در فارس) در گرفت، یکی از آنان به نام شمس‌الدین محمد مدتی در قلعه سفید زندانی بود. وی بعدها از این قلعه فرار کرده و بالاخره جان خویش را بر سر جنگ‌های جانشینی از دست داد.

## دوران مظفریان و تیموریان
در زمان حکومت آل مظفر در فارس، مبارزالدین محمد، سرسلسله دودمان مظفریان، به دست پسران خود اسیر و بعد از کور شدن در قلعه سفید زندانی گردید.
در انقراض آل مظفر به دست تیمور گورکانی نوشته‌اند که امیر تیمور که از جسارت و ترکتازی‌های شاه منصور (آخرین پادشاه آل مظفر) به غضب آمده بود، در اوایل سال ۷۵۹ ه‍.ق از شوشتر عازم بهبهان شد و پس از دو شبانه روز جنگ، قلعه سفید را تسخیر و سلطان زین العابدین را که در آنجا به امر شاه منصور محبوس بود خلاص کرد. نام قلعه سفید از این زمان در تاریخ شهرت بیشتری پیدا کرد.
در زبدة التواریخ آمده است که شاهرخ تیموری در سال ۸۱۸ ه‍.ق بر امیرزاده بایقرا بن عمرشیخ، پیروز گردید و فارس را تصرف کرد. از شیراز برخی از امرای سلطان به طرف قلعه سفید و شولستان و آن نواحی راهی شدند.

## دوران صفویان
پس از آنکه شاه اسماعیل اول به عنوان بنیانگذار سلسله صفوی در تبریز بر تخت نشست، برای آنکه بقایای حکومت آق قویونلوها را در ایران بر چیند به تعقیب سلطان مراد، آخرین پادشاه آق قویونلوها، پرداخت و به دنبال او وارد شیراز شد. شاه اسماعیل در این شهر مطلع شد که سلطان مراد به جانب قلعه سفید رفته‌است. شاه اسماعیل در تعقیب سلطان مراد به جانب قلعه سفید روان شد ولی چون وی را پیدا نکرد به طرف شوشتر رفت.
همچنین در منابع دیگری از جمله خلاصة التواریخ قمی و فارسنامه ناصری به حملهٔ القاص میرزا برادر شاه طهماسب صفوی به قلعه سفید اشاره نموده‌اند. در کتاب تاریخ و جغرافیای ممسنی به نقل از این منابع آمده‌است که القاص میرزا به عزم تسخیر شیراز از اصفهان روانه گردید، به دلیل مشکلات راه ناچار از صحرای مرودشت و بیضا گذشته به قریه اعلی از توابع اردکان آمد و از آنجا به خیال تصرف قلعه سفیدِ شولستان روانه گردید. چون به پای قلعه رسید معلوم شد که جنید بیگ برادر ابراهیم خان ذوالقدر حاکم کازرون در قلعه سفید توقف دارد. القاص میرزا پنج روز در زیر قلعه توقف کرده که قائدان شولستان و ممسنی برای جنید بیگ پیغام دادند که باید جنگ کنیم. جنید بیگ جواب فرستاد که امروز را تأمل کرده، فردا با جماعتی از قلعه به زیر آمده و آنها را شکست می‌دهیم، اما قائدان شولستان و ممسنی ناصبوری کرده و با سپاه القاص میرزا به جنگ پرداختند که نتیجهٔ آن شکست و فرار سپاهیان شولستان و ممسنی بود.

## دوران قاجار
به روزگار قاجاریه و در اواخر پادشاهی فتحعلی‌شاه، ممسنی‌ها تحت فرماندهی سرکردهٔ خود یعنی ولی خان بکش پیوسته در حال سرکشی بودند. لشکری از آذربایجان به سرکوبی آنان فرستاده شد، قلعه سفید محاصره و سرانجام آنان مجبور به تسلیم شدند. تقریباً صد تن از زنان همراه با فرزندان خود برای اینکه به اسارت سربازان مهاجم در نیایند، خود را از بالای کوه به پایین انداختند و از بین رفتند.
بقایای این دژ سترگ هم‌اکنون از آثار دیدنی ممسنی می‌باشد.